# Ion Horia Neamțu
Ion Horia Neamțu (n. 2 noiembrie 1950) este un fost deputat român în legislatura 2000-2004, ales în județul Buzău pe listele partidului PSD. În cadrul activității sale parlamentare, Ion Horia Neamțu a fost membru în grupurile parlamentare de prietenie cu Regatul Spaniei, Republica Tunisiană și Republica Columbia. Ion Horia Neamțu este profesor universitar la ASE București. 

## Legături externe
- Ion Horia Neamțu Arhivat în 28 februarie 2021, la Wayback Machine. la cdep.ro